# Ołeksandr Czerwony
Ołeksandr Wołodymyrowycz Czerwony, ukr. Олександр Володимирович Червоний, ros. Александр Владимирович Червоный, Aleksandr Władimirowicz Czerwony (ur. 1 września 1961 w Dniepropietrowsku) – ukraiński piłkarz, grający na pozycji obrońcy, trener piłkarski.

## Kariera piłkarska

### Kariera klubowa
Wychowanek klubu Dnipro Dniepropetrowsk. W 1981 rozpoczął karierę piłkarską w farm-klubie Kołos Pawłohrad. W 1983 debiutował w składzie Dnipra Dniepropetrowsk, w którym występował do 1990 z przerwami, kiedy grał również w Kołosie Pawłohrad i Kołosie Nikopol. W czerwcu 1990 przeszedł do Rotoru Wołgograd, a potem wyjechał na Węgry, gdzie bronił barw Spartacus Nyíregyháza. Następnie powrócił do Ukrainy, gdzie 28 marca 1992 roku debiutował w Mistrzostwach Ukrainy w składzie Szachtara Pawłohrad. Na początku 1993 przeszedł do Weresu Równe. Od 1994 występował w klubach Dnipro Dniepropetrowsk, Zoria-MAŁS Ługańsk i Nywa Winnica. W 1998 zakończył karierę piłkarską w zespole Metałurh Mariupol.

## Kariera trenerska
Po zakończeniu kariery piłkarską latem 1998 rozpoczął pracę trenerską w sztabie szkoleniowym Metałurha Mariupol. W 2009 trenował Stal Dnieprodzierżyńsk.

## Sukcesy i odznaczenia

### Sukcesy klubowe
- mistrz ZSRR: 1983
- wicemistrz ZSRR: 1989
- zdobywca Pucharu ZSRR: 1989
- zdobywca Superpucharu ZSRR: 1989
- zdobywca Pucharu Federacji Piłki Nożnej ZSRR: 1989
- finalista Pucharu Federacji Piłki Nożnej ZSRR: 1990
- brązowy medalista Mistrzostw Ukrainy: 1995

### Odznaczenia
- tytuł Mistrza Sportu ZSRR: 1989